# Müsâhiplik
Musâhiplik oder Müsahiplik (türkisch für „Gefolge“, „spirituelle Brüderschaft“) ist im Alevitentum ein Bund zwischen zwei Männern gleichen Alters, zumeist werden auch ihre Frauen miteingeschlossen. In einer Zeremonie in Anwesenheit eines Dedes erklären die beiden Partner eine lebenslange Verpflichtung, sich gegenseitig zu beschützen und sich um die Belange der Kinder des anderen zu kümmern. Die Beziehung zwischen Müsahiplik-Partnern ist mindestens so stark wie von Blutsverwandten, sodass Müsâhiplik oft als spirituelle Brüderschaft (manevî kardeşlik) bezeichnet wird. Die Kinder der Verbündeten dürfen einander nicht heiraten.
Die turkmenischen Tahtacı beziehen müsâhiplik im Konzept des Dört Kapı (Vier Tore) auf das "erste Tor" (şeriat), das sie als Vorbedingung für das "zweite Tor" (tarikat) betrachten. Diejenigen, die es durch das dritte Tor (marifet, "gnosis") wollen, müssen für mindestens zwölf Jahre in einer müsâhiplik-Beziehung bleiben. Der Eingang durch das dritte Tor löst die müsâhiplik-Beziehung in einer Zeremonie namens Öz Verme Ayini ("Zeremonie sich Aufgebens") auf (die normalerweise bis zum Tode besteht).